# Dibaryconus trispinosus
Dibaryconus trispinosus är en stekelart som först beskrevs av Alan Parkhurst Dodd 1914.  Dibaryconus trispinosus ingår i släktet Dibaryconus och familjen Scelionidae. Inga underarter finns listade i Catalogue of Life.